# Wambui Katee
Catherine Wangui Wambui, plus connue sous le nom de Wambui Katee, est une auteure-compositrice-interprète kényane. Elle s'est fait connaître grâce à ses reprises de chansons d'artistes populaires en Afrique de l'Est comme Patoranking, Burna Boy ou encore Sauti Sol.
Elle chante principalement en swahili et apporte un vent de fraîcheur à la musique afro-pop kényane.

## Biographie
Catherine Wangui Wambui est née le 1er mai 1998 à Nairobi, au Kenya. Sa mère, Annie Njoroge, est également chanteuse de gospel au Kenya. Elle n'avais jamais connu son père jusqu'à très récemment où elle a pu le rencontrer pour la première fois. Elle est la première d'une fratrie de 3 enfants.
Elle découvre la musique dans son enfance, en assistant aux enregistrements de sa mère en studios, et même en faisant ses voix d'arrière plan.

### Révélation auprès du public
Durant son temps libre en parallèle de son job de barista, Wambui Katee commence à enregistrer des reprises de chansons d'artistes populaires. Son succès va commencer avec la sortie de la cover du single Suh Different de Patoranking (novembre 2018), qui va rapidement dépasser la barre du million de vues et compte actuellement 2 millions de vues.
Le succès qu'elle rencontrera grâce à ses reprises va faire d'elle la meilleure chanteuse de reprises de toute l'Afrique de l'Est, ses fans vont même lui attribuer le surnom de « Reine des Covers ». À la suite de cet engouement,, elle va enchaîner les reprises de singles populaires en Afrique de l'Est tel que Kainama de Harmonize, Burna Boy et Diamond Platnumz (650 000 vues sur YouTube), ou encore Suzanna de Sauti Sol (480 000 vues sur YouTube).

## Carrière
Elle sort son premier single Mahabuba, en avril 2019, qui va rester quelques semaines dans le Top 50 des Charts de musique au Kenya.
Son second single You, qui a pour thème une histoire d'amour, sort en juillet 2019.
Elle sort son troisième single Vixen en septembre 2019.
À la suite des sorties de ces singles, Wambui Katee performera à plusieurs reprises dans la principale émission de télévision musicale en Afrique de l'Est, 10 Over 10 de la chaine Citizen TV Kenya. Elle fait également le tour des antennes radios musicales du Kenya pour promouvoir ses singles ainsi que plusieurs scènes.
Son quatrième single Rambo est en featuring avec le réputé beatmaker Eyoo Seyil, qui est connu pour avoir remporté un award kényan pour avoir produit le hit Vimbada.

## Combat contre la dépression au Kenya
Wambui Katee a en parallèle de la musique une association sensibilisant aux problèmes liés à la santé mentale, le suicide et la dépression. Elle a été pendant un moment en dépression et elle a même tenté de mettre fin à sa vie,, malgré le succès qu'elle rencontrait sur YouTube grâce à la cover du single Suh DIfferent.
Elle a en partie réussi à combattre ce mal être et elle veut à présent partager son expérience pour aider les personnes dans des situations similaires qui ont du mal à en parler. Elle a créé pour cela un groupe de discussion avec des jeunes afin de les encourager à s'exprimer et les aider à mener ce combat contre la dépression.  

## Discographie

### Singles
- Rambo feat Eyoo Seyil (2020)
- Vixen (2019)
- You (2019)
- Mahabuba (2019)